# Вроцлавская водонапорная башня
Вроцлавская водонапорная башня (пол. Wieża ciśnień Borek we Wrocławiu) — водонапорная башня, расположенная на пересечении Вишнёвой аллеи и Судецкой улицы в районе Борек во Вроцлаве, Нижнесилезское воеводство, Польша.

## Описание
Здание построено из клинкерного кирпича, увенчано шатром. Создано в стиле историзма с элементами модерна, неороманизма и неоготики.
Архитектором башни выступил Карл Климм. Высота сооружения составляет 62,5 метра, внутри с первых дней действует электрический лифт — большая роскошь для того времени. Скульпторы Игнатиус Ташнер и Роберт Беднорц украсили башню рельефами из песчаника, изображающими фантастических существ, словно сошедших со страниц бестиария. Из северо-восточной части фасада здания течёт чистая ключевая вода, обустроен небольшой фонтан: родник находится в подвале башни. На первом и втором этажах были расположены несколько квартир, в которых жили сотрудники, чья работа непосредственно была связана с этой водонапорной башней.

## История
Башня была построена в 1903—1904 годах. С июня 1906 года на высоте 42 метра действует обзорная площадка, откуда открывается вид не только на Вроцлав и его окрестности, но и на гору Сленжа, а в отличную погоду можно даже разглядеть горы Крконоше, находящиеся примерно в 100 километрах (в такие дни персонал башни поднимал на вершине красный флаг, зазывая посетителей — посещение площадки стоило 10 пфеннигов). В феврале—мае 1945 года, во время осады Бреслау, Вроцлавская водонапорная башня служила командным пунктом. Несмотря на обильные бомбёжки региона, сооружение оставалось практически невредимым в течение всей Второй мировой войны. Водонапорная башня продолжала выполнять свои прямые функции (обзорная площадка после войны не работала) до середины 1980-х годов, после чего перестала работать в связи с отсутствием должного ухода и ремонта. 19 октября 1978 года башня была признана памятником архитектуры местного значения. В конце 1990-х годов здание у города купила компания Stephan Elektronik Investment Company, которая произвела внешний и внутренний ремонт сооружения (без восстановления водоснабжающих функций) и переоборудовала его в ресторанный комплекс под незатейливым названием «Водонапорная башня» (пол. Wieża Cisnień).

## Галерея

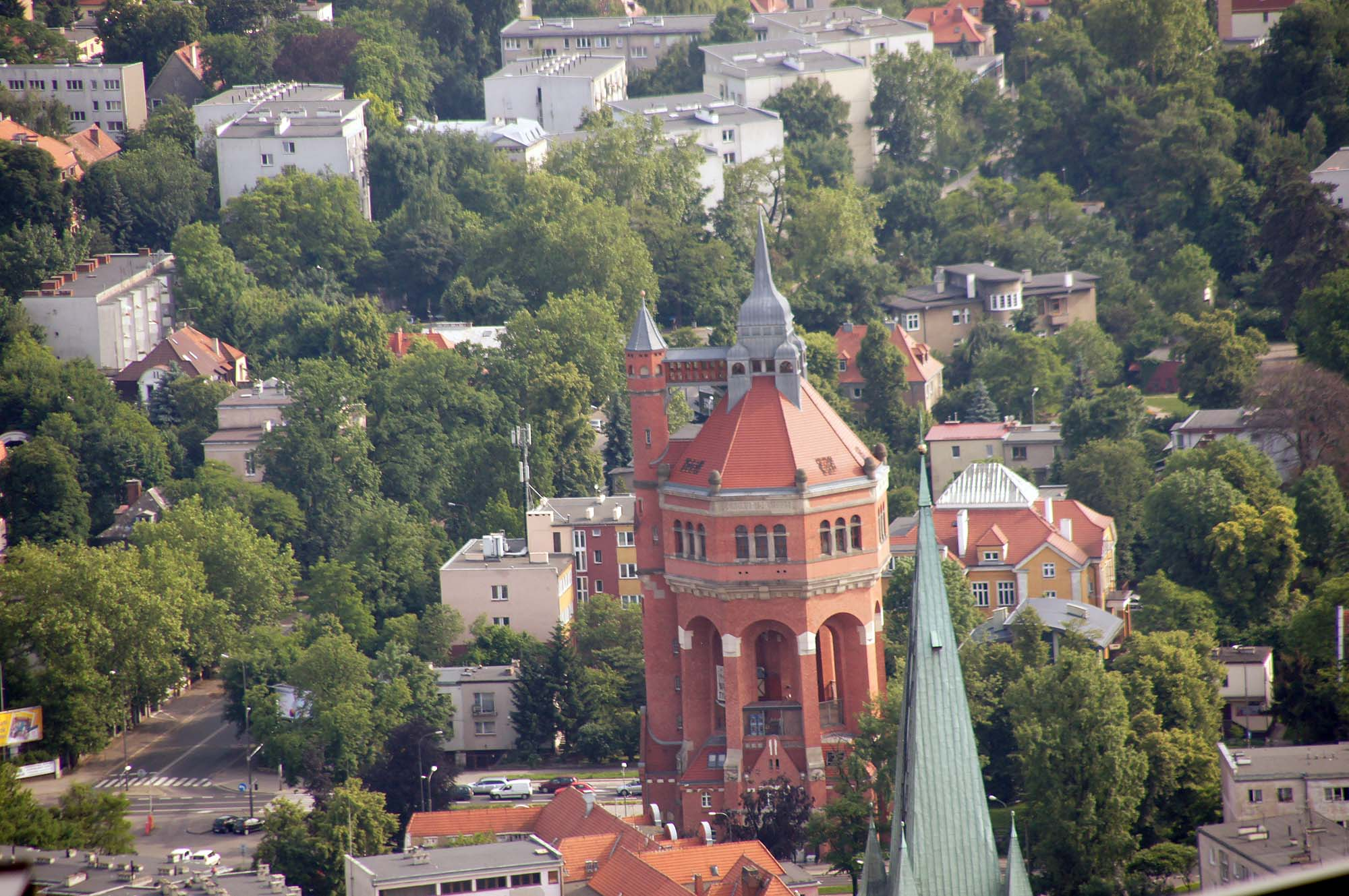
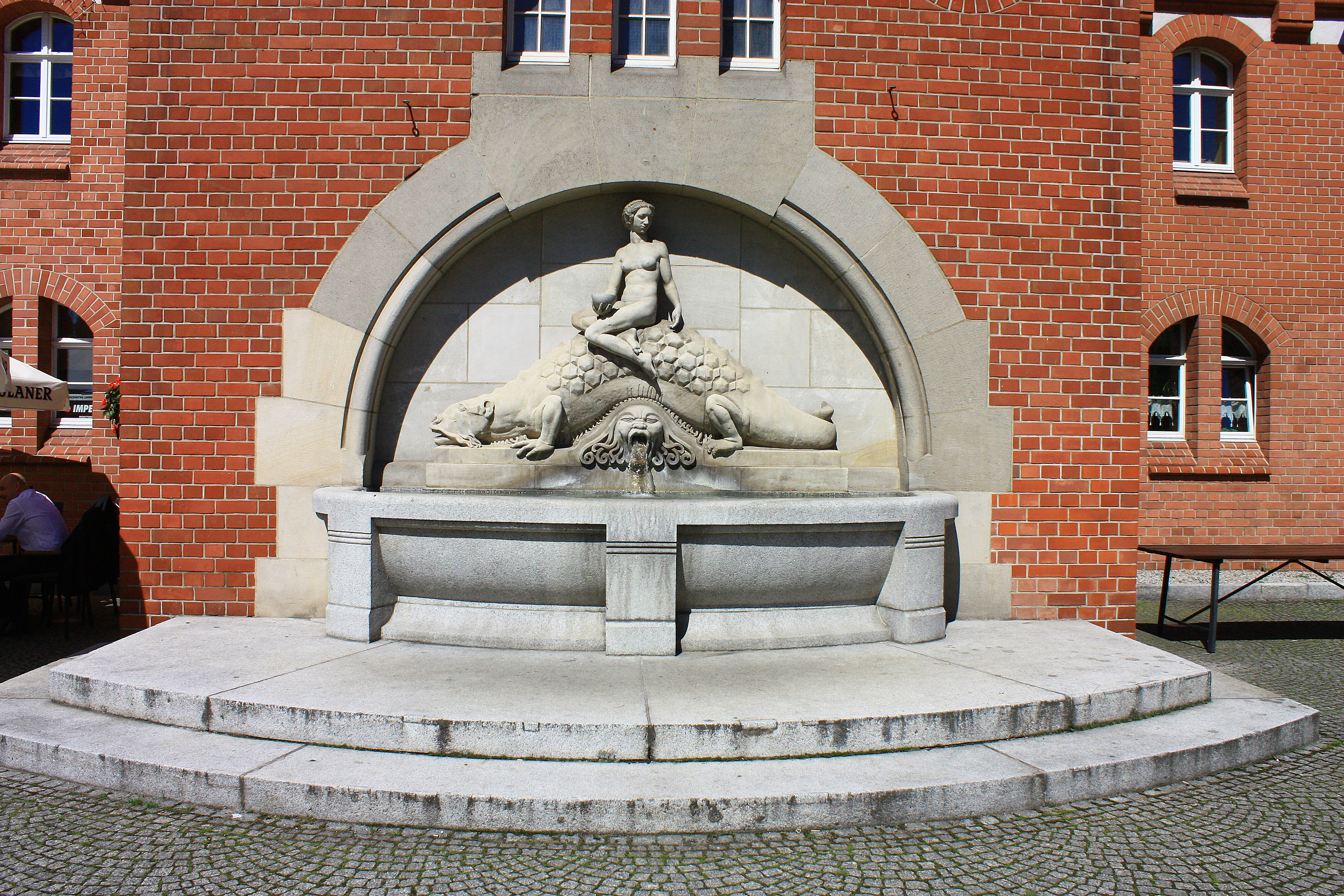
Фонтан с родниковой водой
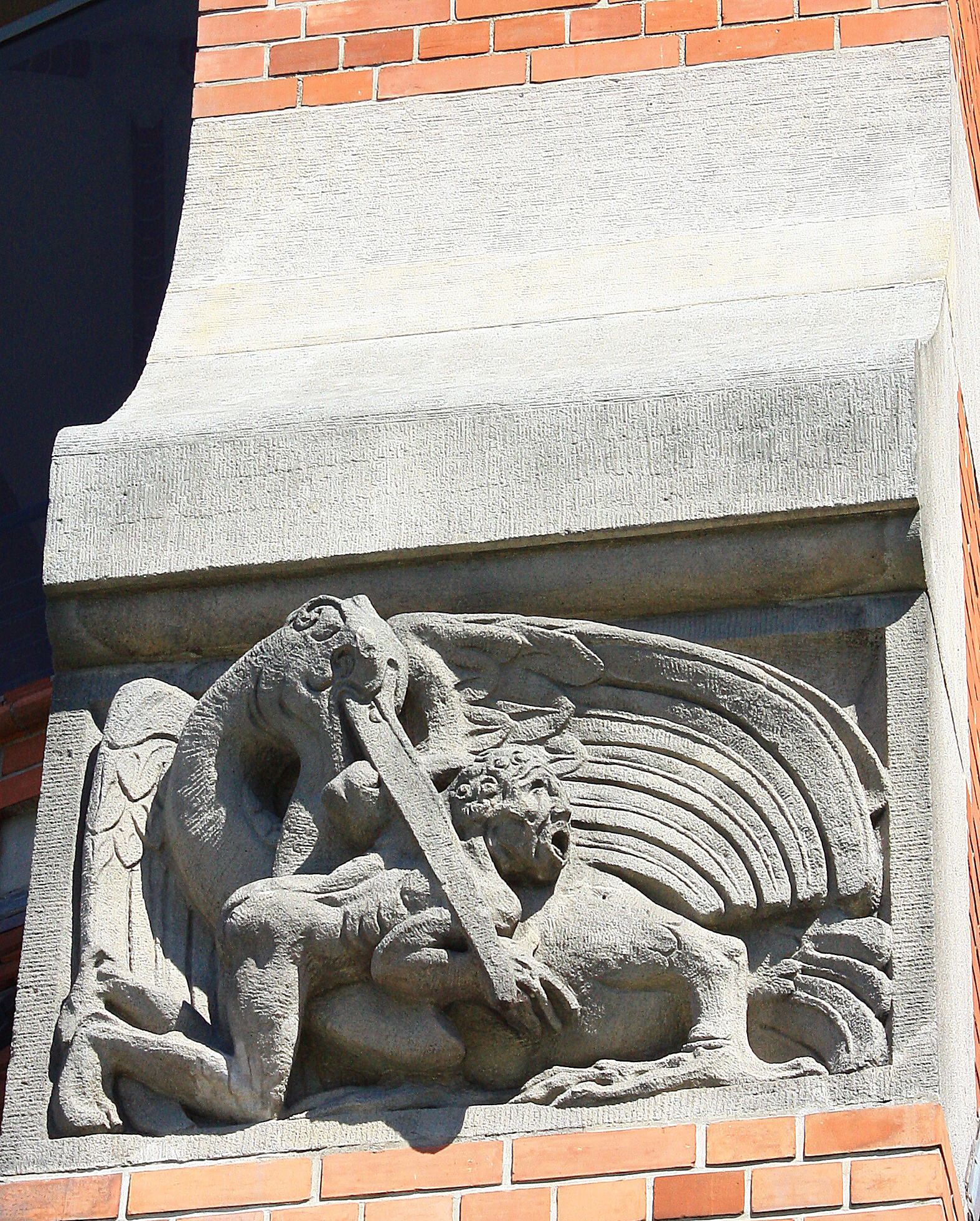
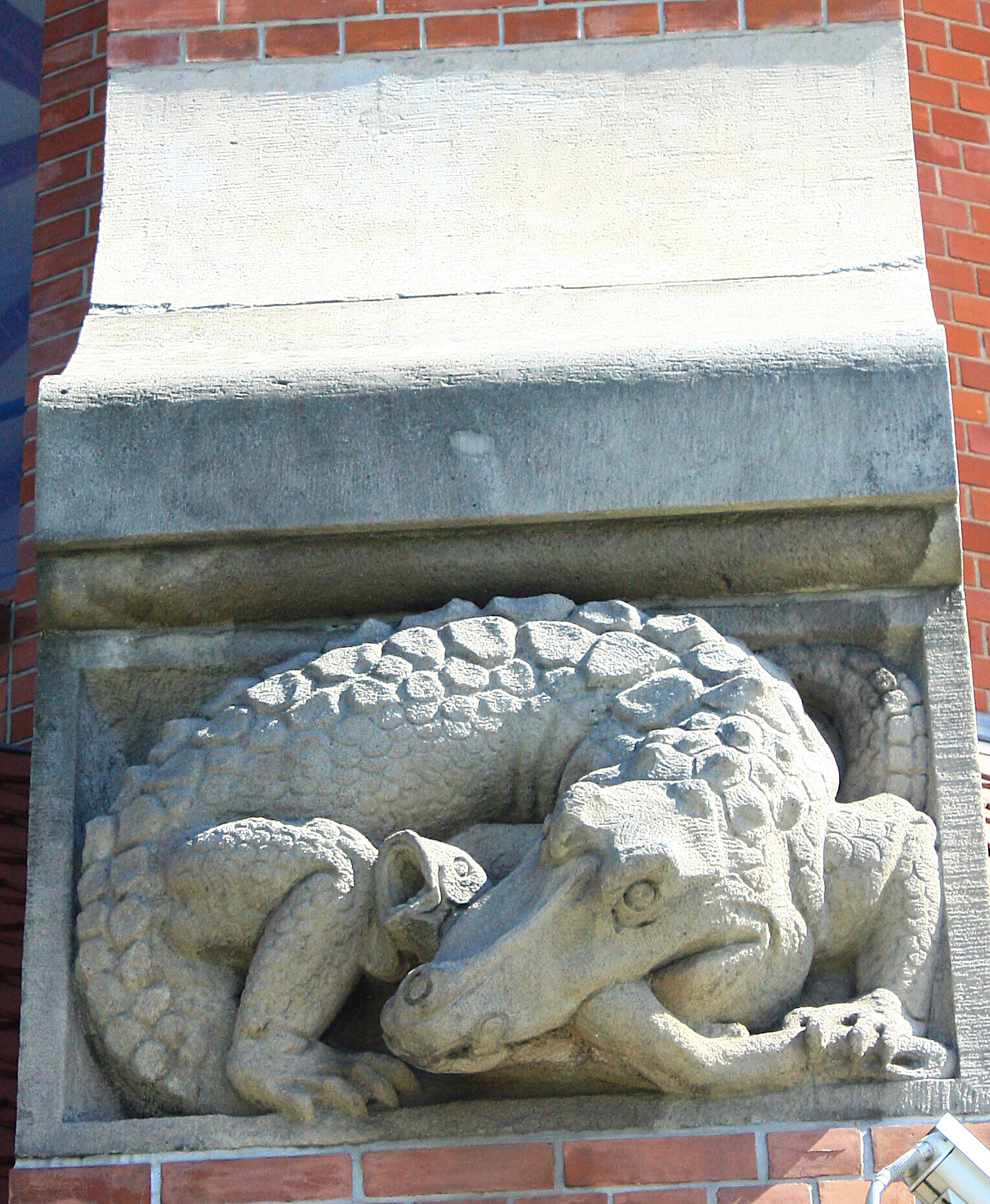